# Listrognathus mengersseni
Listrognathus mengersseni là một loài tò vò trong họ Ichneumonidae.